# كاظم القلاف
كاظم القلاف (15 أبريل 1945 - 4 يوليو 2000)، ممثل ومخرج ومؤلف كويتي.

## عن حياته
بدأ حياته الفنية مع المسرح المدرسي فترة الخمسينات وبداية الستينات. وعمل لمدة سنتين في الجيش الكويتي ثم انتقل إلى وزارة الإعلام كمخرج في تلفزيون الكويت. وهو عضو في فرقة المسرح العربي والمسرح الشعبي. وأول عمل فني قام به مع عبد الرحمن الصالح وعبد المحسن الخلفان في عام 1961 بعنوان "أحر ما عندهم أبرد ما عندي"، وأول عمل مسرحي شارك فيه ممثلا كان اغنم زمانك مع فرقة المسرح العربي من تأليف عبد الحسين عبد الرضا، ومن إخراج حسين الصالح الدوسري. تولى تدريس مادة الإخراج التلفزيوني في المعهد العالي للفنون المسرحية عام 1986، صدر له في عام 1995 كتاب بعنوان "طريقك إلى الإخراج والإنتاج التلفزيوني"، عمل في تلفزيون أبوظبي بدولة الإمارات العربية المتحدة مسؤولا عن عملية النقل الخارجي ومشرفا فنيا في قسم الدراما ومراقبا للأعمال الفنية العربية والأجنبية.

### وفاته
توفي فجر يوم الثلاثاء 4 يوليو 2000، عن عمر يناهز الخامسة والخمسين بعد صراع مرير لعدة أعوام اثر تأثره بمرض سرطان الرئة

## أعماله

### في التلفزيون
- الكرسي الثاني عشر
- محكمة الفريج
- أجلح وأملح
- درس خصوصي
- إلى ابي وامي مع التحية (الجزء الثاني)
- الدردور
- أبناء الغد
- شعب الطماع
- علي بابا
- السلسلة
- المطلقة
- إلى من يهمه الأمر
- طيور على الماء
- صراع الأجيال
- دمعة على الرمال
- مذكرات جحا
- رقية وسبيكة
- على الدنيا السلام
- ازعاج
- عاد ولكن
- رحلة العجائب
- طش ورش
- سلامتك

### في المسرح
- أغنم زمانك (مسرحية)
- القاضي راضي (مسرحية)
- وأيضا هالو دولي (مسرحية)
- بيت بوصالح (مسرحية)
- ضحية بيت العز (مسرحية)
- حرم سعادة الوزير (مسرحية)
- ممثل الشعب (مسرحية)
- جسوم ومشيري (مسرحية)
- مخروش طاح بكروش (مسرحية)
- احر ماعندي ابرد ماعنده (مسرحية)

### السينما
- الرسالة (مشهد صغير في نهاية الفيلم)

### الإخراج
- الخروج من الهاوية
- فهد العسكر
- الأيام
- أشواك الربيع
- جفت الكؤوس
- ليالي شهرزاد
- ثقوب في الثوب الأسود
- اسطورة الصحراء
- قصة موال
- الانحدار
- لم تكن أمنيتي
- شمس الضحى
- حكايات من التراث
- الجوهرة
- مبارك
- المصير
- مسافر بلا هوية

## روابط خارجية
- كاظم القلاف على موقع قاعدة بيانات الأفلام العربية